# Bert Sas

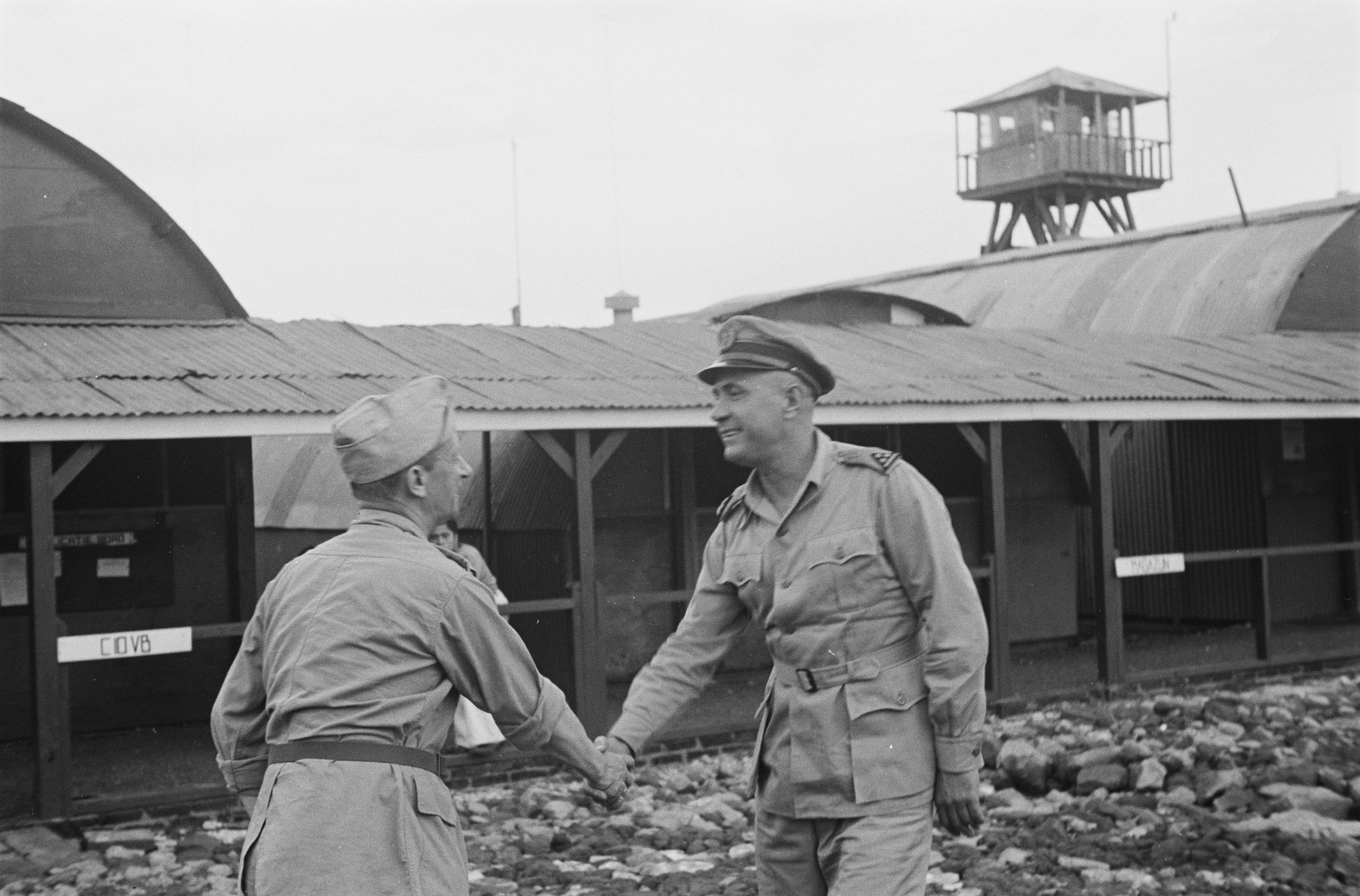
Bert Sas in 1947

Gijsbertus Jacobus (Bert) Sas (Leeuwarden, 1 augustus 1892 - Schotland, 20 oktober 1948) was de Nederlands militair attaché in Berlijn vlak voor en tijdens de aanval in mei 1940 van Duitsland op Nederland.

## Achtergrond
Zijn vader, naar wie hij werd genoemd, was militair en luitenant-kolonel bij de infanterie bij zijn geboorte.  Zijn moeder Geertrui Huber is twintig jaar jonger dan haar echtgenoot. Sas was de jongste van drie kinderen.
Hij volgde de gemeenteschool 2, en hierna de rijks-hbs in Leeuwarden. Hierna ging hij in 1910 naar de KMA in Breda. Tijdens de Eerste Wereldoorlog, in 1917, werd hij bevorderd tot eerste luitenant en huwde hij met Maria Johanna van der Minne. Van 1923 tot 1926 volgde hij de opleiding tot stafofficier aan de Hogere Krijgsschool. Hierna kreeg hij weer een staffunctie in Den Haag. In 1928 kreeg hij in de rang van kapitein de leiding van het belangrijkste bureau van de tweede afdeling waar alle belangrijke militaire vraagstukken werden behandeld. In de periode van 1928 tot 1936 stonden echter alle militaire uitgaven onder sterke bezuinigingsdruk.
Van 1936 tot 1937 was hij militair attaché in Berlijn voor 10 dagen per maand, de overige 20 dagen was hij in Den Haag. Hierna werd hij naar Den Haag teruggeroepen; hij werd de rechterhand van generaal Reijnders in de rol van hoofd van de afdeling operatiën. 

## Hans Oster
In maart 1939, na Duitse annexatie van het Sudetenland, zond generaal Reijnders hem opnieuw naar Berlijn. Ditmaal verhuisde hij erheen, samen met zijn vrouw Miep.
In Berlijn haalde hij onmiddellijk zijn oude vriendschapsbanden met de Duitse kolonel Hans Oster aan. Deze had inmiddels een belangrijke positie als rechterhand van Wilhelm Canaris bij de Duitse Abwehr, de contraspionagedienst van het Duitse leger.
Het was niet alleen hun beider afkeer van het naziregime die de beide mannen bond. Hun vriendschap dateerde al uit het begin van de jaren dertig, toen zij elkaar voor het eerst ontmoetten, mogelijk toen Sas bij de staf in Den Haag werkte. Oster speelde hem alle belangrijke informatie door die hij zelf kreeg. Hij deed dit niet uit sympathie voor Sas, maar omdat hij dit als zijn plicht tegenover Duitsland beschouwde. Oster zag zichzelf niet als landverrader, maar als iemand die zijn plicht deed tegenover het fatsoenlijke Duitsland dat hem lief was.
Eind augustus 1939 waarschuwde Sas Den Haag dat een oorlog met Polen aanstaande was. Hij gaf 25 augustus 1939 door als aanvalsdatum, maar de datum ging voorbij zonder dat er iets gebeurde. (Die dag had Adolf Hitler om 14.50 weliswaar bevel tot de aanval gegeven, maar hij had dit teruggenomen toen hij hoorde dat het Verenigd Koninkrijk niet door de knieën ging.) Sas' geloofwaardigheid daalde hierdoor. Toen hij op 31 augustus met het bericht kwam dat de oorlog nu dichtbij was, geloofde het hoofd inlichtingen, Van de Plassche, hem niet. Sas was de enige die met dit bericht kwam; Londen en Parijs gaven geruststellende berichten. Wel werd in Nederland, op sterk aandringen van Koningin Wilhelmina, de mobilisatie afgekondigd.

## Generaal Reijnders
Generaal Reijnders, zijn superieur in Den Haag, was positief over de informatie van Sas. Zijn verhouding met Reijnders bleef goed zolang de Nederlandse neutraliteit niet ter discussie stond.
In de loop van september en oktober kreeg Sas steeds meer signalen dat de Nederlandse neutraliteit niet langer ongeschonden zou blijven. Wel verzekerde Oster hem dat alleen België doelwit was. Maar Sas geloofde dit niet. Op zijn aandringen won Oster verdere informatie op het Duitse hoofdkwartier in Zossen in. En inderdaad bleek Sas gelijk te hebben: Nederland zou evenals België aangevallen worden, en de neutraliteitsschending zou niet beperkt blijven tot een doortocht door Zuid-Limburg.
Zijn sombere berichten over een op handen zijnde schending van de Nederlandse neutraliteit werden door generaal Reijnders niet geloofd.
In een rapport in mei 1939 waarschuwde Sas voor het gevaar van luchtlandingstroepen. In Den Haag werd dit rapport belachelijk gemaakt: "Zulke troepen vangen we op met hooivorken."
Vlak voor de Duitse invasie in Polen kreeg Sas een assistent, luitenant Dirk Klop. Hier kon hij goed mee samenwerken. Na enige tijd werd Klop teruggeroepen naar Den Haag. Hij werd vervolgens in november vermoord bij het Venlo-incident. Gedurende enige tijd hierna vreesde Sas dat Klop bij verhoren was doorgeslagen, maar dit bleek niet het geval.
Op 19 oktober informeerde de Belgische attaché George Goethals Sas dat het Duitse leger alle kaarten van zowel België als Nederland in heel Duitsland in de boekwinkels had laten confisqueren.
Sas gaf ook Osters bericht op 22 oktober over een geplande aanval op Nederland, België, Luxemburg en Frankrijk medio november door aan Den Haag waar het echter niet werd geloofd. Wel stuurde sectie GS III-A van de inlichtingendienst de gepensioneerde luitenant-kolonel Gijsberti Hodenpijl naar Berlijn om daar onderzoek te doen. Deze kon van de voorgenomen invasie niets ontdekken en rapporteerde dienovereenkomstig.
Toen dit Sas ter ore kwam, reisde hij op 3 november af naar Den Haag met de vraag of hij wel geloofd werd, maar hij kreeg hierop geen antwoord. Wel ontdekte hij dat zijn rapporten van een minachtend commentaar waren voorzien. Na een week reisde hij boos terug naar Berlijn, vastbesloten ontslag te nemen.
In Berlijn informeerde Oster hem dat de aanvalsdatum voor het westen op 12 november was vastgesteld. Sas reisde op aandringen van Oster opnieuw terug naar Den Haag. In een soort kleine ministerraad met minister Dijxhoorn van Defensie, minister-president De Geer, minister van Buitenlandse Zaken en generaal Reijnders rapporteerde hij zijn inlichtingen. Uiteraard gaf hij zijn bron niet prijs. Toen zijn informatie kritisch werd ontvangen, vertelde hij wel dat zijn inlichtingen afkomstig waren van een hoge Duitse officier bij het Oppercommando van de Wehrmacht.
Tegen beter weten in beweerde Reijnders dat de inlichtingen van Sas niet klopten met andere inlichtingen. Die andere inlichtingen waren er, want de Britse gezant Sir Nevile Bland had Nederland reeds op 4 november gewaarschuwd. Ook de Duitse gezant had verschillende loslippige opmerkingen gemaakt.
Alleen minister Dijxhoorn was tijdens het overleg minder kritisch dan de anderen. Sas verliet het overleg. Minister-president De Geer wilde niets weten van grootscheepse maatregelen. Die zouden Duitsland kunnen provoceren en zouden de Nederlandse neutraliteit in gevaar kunnen brengen. Overtuigd van de komende aanval wendde Sas zich tot oud-minister van Defensie Colijn, maar trof ook hier ongeloof. Hij ging ook naar paleis Huis ten Bosch voor een bezoek aan koningin Wilhelmina, maar werd op aandringen van generaal Reijnders niet toegelaten. Reijnders was ervan overtuigd dat de Duitse inlichtingendiensten met Sas een geraffineerd spel speelden.
De aanval op het westen werd door Hitler uitgesteld, en nieuwe data werden gepland en weer opgeschort. Elke wijziging werd door Sas doorgegeven. Op zijn verzoek om ontslag kwam geen antwoord. Toen hij er naar informeerde, werd hem meegedeeld dat zijn verzoek bij de koningin lag maar dat er nog geen beslissing op was genomen.

## Generaal Winkelman
Toen generaal Reijnders werd vervangen door generaal Winkelman, veranderden de verhoudingen iets ten gunste van Sas. Winkelman wist te bewerkstelligen dat Sas zijn ontslagverzoek introk, door te verklaren de berichten van Sas wel op prijs te stellen. Echter toen Sas vertelde hoe er op het Duitse legerhoofdkwartier plannen tegen Hitler werden gesmeed geloofde ook Winkelman hem niet langer. 
Op 3 april vertelde Oster hem dat op dinsdag 9 april de aanval op Denemarken en Noorwegen zou beginnen. Oster was op dat moment een van de zes mensen die op de hoogte was. Pas toen 's avonds laat de Nederlands gezant terug was, kon Sas een gecodeerd telegram naar Den Haag verzenden. Om de Nederlandse neutraliteit te bewaren, en ook omdat het telegram niet geloofd werd, werd de waarschuwing niet doorgegeven aan Kopenhagen, Oslo, of Londen. Omdat Sas dit vermoedde, informeerde hij zelf zijn Noorse en Deense ambtscollega. De Noorse inlichtingenofficier was een nazisympathisant en nam geen actie. De Deense gezant waarschuwde zijn regering wel, maar deze hechtte er geen geloof aan omdat zij op haar neutraliteit vertrouwde en geen reden zag waarom Duitsland het kleine Denemarken zou aanvallen.
Toen op 7 april alle militaire attachees in Berlijn werden uitgenodigd voor een bezoek aan de Duitse tegenhanger van de Maginotlinie, de Siegfriedlinie, weigerde Sas, wetende wat er in de lucht hing. Zijn buitenlandse collega's gingen wel, en waren hierdoor afwezig tijdens de Duitse aanval op Denemarken en Noorwegen. Zij vernamen pas van de aanval bij hun terugkeer in Berlijn. Sas oogstte alle lof bij zijn buitenlandse collega's in Berlijn. Ook in Nederland werden nu maatregelen genomen om snel delen van de Waterlinie onder water te kunnen zetten.
Terwijl de strijd in Noorwegen voortduurde, gaf Sas vrijwel dagelijks nieuwsberichten door; ook dat de aanval op het westen slechts iets vertraagd werd ten gevolge van de taaie weerstand in Noorwegen.

## Prins Bernhard
Prins Bernhard kwam regelmatig langs op het bureau van GS III, en hechtte wel waarde aan de inlichtingen van Sas. Hij besprak deze ook met zijn schoonmoeder, Wilhelmina. De bezorgdheid van het hof werd niet gedeeld door het Nederlandse kabinet. Toen het Vaticaan de Nederlandse regering waarschuwde, werd aan het Nederlands gezantschap in Berlijn de vraag gesteld of hier iets van bekend was. De Griekse gezant informeerde Sas dat een Duitse gezant hem had verteld heeft dat er geen offensief in het Middellandse Zeegebied gepland stond, maar over een paar dagen "geht's im Westen los". Een Griekse vrouw had hem bovendien verteld dat een Duitse officier opdracht had gekregen zich op een bepaalde datum in Utrecht te melden.
Oster gaf 8 mei als voorgenomen aanvalsdatum door. Op 7 mei kwam op het gezantschap het verzoek binnen om per onmiddellijk een aantal diplomatieke visa te verschaffen, onder andere voor Werner Kiewitz, de man die Polen het ultimatum overhandigde. Toch gaf Sas na overleg met Oster deze datum niet door; de datum was al te vaak gewijzigd.
Sas hoorde op 9 mei van Oster dat de aanval weer was uitgesteld, vanwege het weer. De nieuwe datum was 10 mei. Het bevel kon uiterlijk tot 21.00 die avond herroepen worden. Oster en Sas aten samen in een restaurant, en om 21.30 bezocht Oster het oppercommando van de Wehrmacht. Het tegenbevel was niet gegeven. Oster nam afscheid met de woorden: "Mein lieber Freund.... Hoffentlich sehen wir uns nach dem Krieg wieder." Oster wees Sas er met nadruk op dat de Maasbruggen moesten worden opgeblazen. Sas informeerde eerst de Belgische attaché Goethals, die hoewel in het verleden kritisch, de waarschuwing ditmaal wel geloofde en aan Brussel doorgaf.

## Morgen bij het aanbreken van de dag
Sas gaf de melding niet per telegram door - dat zou te lang duren, en de verbinding kon elk moment verbroken worden. In plaats daarvan belde hij de dienstdoende officier in Den Haag, ltz Post Uiterweer, en gaf de waarschuwing door: "Morgen bij het aanbreken van de dag, je begrijpt me wel.'" Post antwoordde in een simpele code bevestigend.
In het Nederlands gezantschap werden alle stukken verbrand. Uit Den Haag belde Van de Plassche onzeker op. In een geïmproviseerde code informeerde hij of Sas zeker was van zijn zaak. Sas was woest: hij wist zeker dat de lijn voortdurend werd afgeluisterd. Van de Plassche was volkomen van het tegendeel overtuigd; hij meende nu zeker te weten dat Sas werd beetgenomen en dat er geen aanval zou komen, anders zou hij geen verbinding hebben kunnen krijgen.
Sas haalde enkele persoonlijke spullen uit zijn appartement en keerde terug in het gezantschapsgebouw. Om half zes op 10 mei kreeg de Nederlandse gezant een ultimatum van minister von Ribbentrop, waarin Nederland werd beschuldigd van het schenden van de neutraliteit. Het ultimatum dreigde met de volledige vernietiging van Nederland indien verzet zou worden geboden tegen de Duitse troepen.
Het Nederlands gezantschap diende een formeel protest in tegen de Duitse agressie. Binnen enkele dagen werd het gehele Nederlandse personeel op de trein naar Zwitserland gezet. Dit was een opluchting voor Sas, die vreesde speciaal gearresteerd te worden vanwege de twee telefoontjes.
Na de Duitse overwinning op Nederland stelde de Gestapo onder andere naar aanleiding van de twee telefoontjes een onderzoek in naar het uitlekken van de aanvalsplannen. Noch in Den Haag noch in Berlijn werden echter aanwijzingen gevonden over de bron van het lek in de Duitse legertop.

## Londen
Sas werd naar Londen ontboden. Hier feliciteerde Dijxhoorn hem met zijn knappe werk. De overigen in Londen waren echter opvallend koel tegen hem. Het bleek dat er veel slechte verhalen over hem de ronde doen. De Britten toonden hem zelfs een document, waarin stond dat de Duitsers hem aanboden NSB-districtbestuurder te worden. Wel kon hij nu zijn verhaal kwijt aan koningin Wilhelmina. Sas weigerde een uitnodiging van de Britse inlichtingendienst om voor hen te werken en aanvaardde een post in Canada om daar een Nederlandse eenheid te rekruteren en te trainen. Hij werd bevorderd tot luitenant-kolonel.
Na de oorlog getuigde hij in een parlementair onderzoek. Hij werd in de rang van generaal-majoor benoemd tot militair attaché in Washington.
Bert Sas overleed in 1948 op 56-jarige leeftijd bij een vliegtuigongeval in Schotland.